# Uncharted 2: Among Thieves Original Soundtrack from the Video Game
Uncharted 2: Among Thieves Original Soundtrack from the Video Game é a trilha sonora do videogame de ação e aventura de 2009 Uncharted 2: Among Thieves, desenvolvido pela Naughty Dog. Composto por Greg Edmonson e executado pela Skywalker Session Orchestra, lançado em 9 de fevereiro de 2010 pela editora do jogo, Sony Computer Entertainment.

## Produção
Greg Edmonson retorna como compositor na sequência Uncharted 2: Among Thieves. Dessa vez mais confiante por já ter a experiências e conhecer melhor o ambiente de trabalho, o jogo e os personagens. A produção começou mais cedo e o tempo foi mais alongado, não tiveram tanto trabalho com crunch como no primeiro jogo.
A produção foi separada em duas viagens, em uma foi gravada as porções de jogabilidade e em outra as músicas que iriam para as cenas. Houve uma certa liberdade criativa na produção de músicas mais emotivas e melódicas sem ter em mente um local específico onde elas encaixariam, ainda assim era elogiado pelos produtores do jogo que depois viam onde encaixariam.
Com a mudança da localidade e do tema do jogo, foram usadas muitos instrumentos de acordo com o local para criar uma ambientação condizente, foram usados instrumentos asiáticos como o erhu, trumpetes gigantes de templos gigantes, tambores guzheng e taiko.
A  aproximação do jogo foi diferente por conta da tecnologia, foi desenvolvida uma técnica que ao invés de criar uma música de três minutos sem parar, era escrito 45 segundos e depois construía-se uma gradação musical, depois fazendo uma pausa de alguns segundos e depois voltando para ela. Assim  dividindo-a em um ciclo que permitia à Naughty Dog e à Sony cortar entre as seções, eles podiam tocar a música um pouco mais intacta e cortar para seções diferentes, em vez de ter que apenas ligar e desligar as coisas em um ciclo.

A equipe da Skywalker Session Orchestra também retornou junto com Jonathan Mayar e Clint Bajakian na liderança e Alan Steinberger nos arranjos. O músico nomeado ao Grammy, Carmen Rizzo cuidou do tema de encerramento do jogo.

## Lançamento
O álbum de Uncharted 2: Among Thieves foi lançada em 9 de fevereiro de 2010 pela Sony Computer Entertainment em download digital no iTunes e Compact Disc com músicas adicionais em lojas online.
Junto ao lançamento de Uncharted: The Nathan Drake Collection 2015 foi anunciado um conjunto de três LPs coloridos de 180gm, cada um incluindo uma trilha sonora de cada jogo da trilogia original de Uncharted. O pacote foi feito em parceria entre a iam8bit e a Sony. Nessa versão para a capa dos discos foi encomendada artes originais feitas pelo grupo de design australiano We Buy Your Kids, um pôster de cada arte também podia ser vendidas separadamente. As vendas do pacote começaram no mesmo dia do jogo, 7 de outubro de 2015 na Europa, 8 de Outubro no Japão e 9 de outubro de 2015 na América. Mas foram despachados somente em março de 2016.

## Recepção
Cat Spencer da GamePeople disse que a orquestra de Alan Steinberger parece ter abraçado o núcleo genial de Edmonson enquanto abre as coisas para uma gama mais ampla de instrumentos. Para Timo da XGNL, a música épica e som realista e trilha sonora do jogo o colocará imediatamente no clima certo.
Uncharted 2 recebeu várias indicações e prêmios por sua trilha sonora. No BAFTA Video Game Awards 2010 ele ganhou o prêmio de melhor trilha sonora. Já na Academy of Interactive Arts and Sciences foi galardoado na categoria música original. Enquanto no Game Audio Network Guild Award ele ganhou como melhor canção instrumental original.

## Lista das faixas
Todas as faixas escritas e compostas por Greg Edmonson, exceto quando anunciado.. 
| Edição padrão  |                                                      |                |         |  |
| N.º            | Título                                               | Compositor(es) | Duração |  |
| 1.             | "Nate's Theme 2.0"                                   |                | 1:46    |  |
| 2.             | "The City's Secret"                                  |                | 3:33    |  |
| 3.             | "Bustin' Chops"                                      |                | 2:08    |  |
| 4.             | "Reunion"                                            |                | 1:42    |  |
| 5.             | "Breaking And Entering"                              |                | 3:13    |  |
| 6.             | "Desperate Times"                                    |                | 3:28    |  |
| 7.             | "Helicopter And Tank"                                |                | 2:07    |  |
| 8.             | "Marco Polo"                                         |                | 1:32    |  |
| 9.             | "The Monastery"                                      |                | 4:10    |  |
| 10.            | "Refuge"                                             |                | 2:11    |  |
| 11.            | "Warzone"                                            |                | 2:14    |  |
| 12.            | "Train Wrecked"                                      |                | 3:07    |  |
| 13.            | "Cat And Mouse"                                      |                | 2:22    |  |
| 14.            | "Cornered"                                           |                | 3:37    |  |
| 15.            | "The Gates Of Shambhala"                             |                | 3:17    |  |
| 16.            | "Broken Paradise"                                    |                | 2:29    |  |
| 17.            | "Brutal Combo Mambo"                                 |                | 2:25    |  |
| 18.            | "Among Thieves"                                      |                | 1:40    |  |
| 19.            | "A Rock And A Hard Place"                            |                | 3:44    |  |
| 20.            | "The Road To Shambhala" (Executada por Carmen Rizzo) | Carmen Rizzo   | 5:17    |  |
| 21.            | "Take That!"                                         |                | 2:28    |  |
| 22.            | "Tunnel Vision"                                      |                | 1:59    |  |
| 23.            | "The Heist"                                          |                | 2:36    |  |
| Duração total: | Duração total:                                       | Duração total: | 63:08   |  |

| LP - Lado C    |                         |         |  |
| N.º            | Título                  | Duração |  |
| 1.             | "Among Thieves"         | 1:40    |  |
| 2.             | "The City's Secret"     | 3:33    |  |
| 3.             | "Bustin' Chops"         | 2:08    |  |
| 4.             | "Reunion"               | 1:42    |  |
| 5.             | "Breaking and Entering" | 3:13    |  |
| 6.             | "Helicopter and Tank"   | 2:07    |  |
| 7.             | "Marco Polo"            | 1:32    |  |
| 8.             | "The Monastery"         | 4:10    |  |
| Duração total: | Duração total:          | 18:85   |  |

| LP - Lado D    |                           |                |         |  |
| N.º            | Título                    | Compositor(es) | Duração |  |
| 1.             | "Warzone"                 |                | 2:14    |  |
| 2.             | "Train Wrecked"           |                | 3:07    |  |
| 3.             | "The Gates of Shambhala"  |                | 3:17    |  |
| 4.             | "Brutal Combo Mambo"      |                | 2:25    |  |
| 5.             | "A Rock and a Hard Place" |                | 3:44    |  |
| 6.             | "The Road to Shambhala"   |                | 5:17    |  |
| Duração total: | Duração total:            | Duração total: | 19:24   |  |